# Ivan Čižmek
Ivan Čižmek (Zagreb, 23. listopada 1937.) hrvatski je arhitekt i urbanist.

## Životopis
Gimnaziju je pohađao u Bjelovaru, a 1962. godine diplomirao je na Arhitektonskom fakultetu Sveučilišta u Zagrebu gdje su na njega utjecali neoavangarda i modernistička arhitektura te će oni utjecati na njegov razvoj. Ostao je raditi na fakultetu gdje je upoznao Josipa Vaništu koji je bio član Grupe Gorgona te je njihov utjecaj dolazio do Čižmeka. Godine 1965. odlazi u Pariz gdje se zapošljava u uredu Josic, Candils & Woods a na tamošnjem bijenaleu postaje izuzetno cijenjen među pariškim kolegama. Do 1972. godine radi u uredima Alfreda Albinija, Vjenceslava Richtera i Ivana Vitića, a povremeno surađuje i s tzv. grupama "X" i "Z".Od 1972. do 1990-ih zaposlen je u Urbanističkom Institutu Hrvatske gdje će ostvariti nekoliko uspješnih projekata kao što su Gornji Jadran i Boka kotorska. S Tomislavom Odakom, Zdenkom Vazdarom i Tomislavom Bilićem 1977. godine projektina zagrebačko stambeno naselje Dugave što predstavlja prekretnicu u odnosu na dotadašnju hrvatsku urbanističku i arhitektonsku praksu. Radi se o prvom naselju izvedenom u sustavu novoutemeljenog modela Društveno usmjerene stambene izgradnje.  Ova ideja humanog stanovanja i odustajanja od estetike pravog kuta vidljiva je i ranije, 1975. godine na nerealiziranom projektu stambenog naselja Bili Brig u Zadru te kasnije 1979. godine kroz projekt stambenog naselja Sloboština u Novom Zagrebu.
Ostat će zapamćen kao jedan od osnivača Europana Jugoslavija (od 1991. godine transformiran u Europan Hrvatska) ogranka međunarodnog znanstveno-kulturnog projekta EUROPAN, koji je mladim arhitektima od 1989. godine omogućavao sudjelovanje na europskom sustavu natječaja, razmjenu novih ideja i rješenja u širem europskom kontekstu. 
Godine 1993. proglašen je počasnim članom Europana a iste godine s kolegama i prijateljima kreirao je Zadarsku povelju posvećenu obnovi hrvatskih gradova nakon stradanja u Domovinskom ratu.

## Vanjske poveznice
- Čižmek, Ivan Hrvatska tehnička enciklopedija, portal hrvatske tehničke baštine. LZMK